# Franz Aepinus
Franz Ulrich Theodor Aepinus (13 tháng 12 năm 1724 – 10 tháng 8 năm 1802) là một triết học gia Đức sinh ra tại Rostock, Mecklenburg-Schwerin. Tổ tiên của ông là Johannes Aepinus (1499–1553), người đầu tiên trong dòng họ dùng chữ (aiireivos) bắt nguồn từ tiếng Hi Lạp làm tên trong gia đình và là một người dẫn đầu các nhà thần học và tranh biện trong thời đại Cải cách Kháng cách. Sau khi theo học Y khoa trong một thời gian, Franz Aepinus cống hiến cuộc đời ông cho toán học và vật lý học. Trong hai môn khoa học này, ông sớm đạt được danh tiếng và được làm thành viên của Viện Hàn lâm Khoa học Vương quốc Phổ. Năm 1755 ông làm trưởng Viện Thiên văn học Rechen trong một thời gian ngắn. Năm 1757, ông đến ở St Petersburg và là thành viên của Viện Hàn lâm Khoa học Nga với tư cách giáo sư vật lý, and remained there till his retirement in 1798. The rest of his life was spent at Dorpat.
He enjoyed the special favor of Empress Catherine II of Russia, who appointed him tutor to her son Paul, and endeavoured, without success, to establish normal schools throughout the empire under his direction. Aepinus is best known by his researches, theoretical and experimental, in electricity và magnetism, and his principal work, Tentamen Theoriae Electricitatis et Magnetismi, published at St Petersburg in 1759, was the first systematic and successful attempt to apply mathematical reasoning to these subjects. He also published a treatise, in 1761, De distributions caloris per tetturem, and he was the author of memoirs on different subjects in astronomy, mechanics, optics and pure Toán học, contained in the journals of the learned societies of St Petersburg and Berlin. His discussion of the effects of parallax in the transit of a planet over the sun's disc excited great interest, having appeared (in 1764) between the dates of the two transits of Venus that took place in the 18th century.
In 1761, Aepinus was elected a foreign member of the Royal Swedish Academy of Sciences.